# Sumariusz
Sumariusz – spis, rejestr, wyciąg z aktów, dokumentów, ze zbiorów archiwalnych, z różnych dzieł. W sumariuszu kościelnym znajduje się m.in. alfabetyczny spis osób ochrzczonych lub tych, które zawarły małżeństwo.